# Zisterzienserinnenkongregation San Bernardo (C.C.S.B.)
Die Zisterzienserinnenkongregation San Bernardo (C.C.S.B.) ist seit 1994 ein Zusammenschluss von spanischen Bernhardinerinnen als eigenständige Klosterkongregation im Rahmen der Zisterzienserfamilie.

## Geschichte
Rund 20 spanische Zisterzienserinnenklöster, die sich in ihrem spirituellen Charisma dem Zisterzienserorden der Strengen Observanz (O.C.S.O.) nahe fühlten, schlossen sich 1955 zur Federación de Monjas Cistercienses de la Regular Observancia de San Bernardo en España zusammen, die landläufig auch Federación von Las Huelgas genannt wurde, weil das Kloster Las Huelgas in Burgos die führende Rolle spielte. Die geistliche Verwandtschaft wurde 1992 vom O.C.S.O. offiziell anerkannt. Es kam jedoch nicht zu einer Eingliederung, sondern 1994 durch den Vatikan zur Erhebung der Federación in den Status einer selbständigen Kongregation (Congregatio Monialium Cisterciensium de S. Bernardo), die dem O.C.S.O. assoziiert ist und deren Kongregationsoberin der Spanischen Klosterregion der Strengen Observanz angehört. Als unabhängige Kongregation erscheinen die zugehörigen 23 Klöster (ursprünglich 27) weder im Webauftritt des O.C.S.O. noch im Elenchus Monasteriorum Ordinis Cisterciensis (Verzeichnis der Klöster des Zisterzienserordens). Im Elenchus ist lediglich die Kongregation aufgeführt.

### Generaläbtissinnen der Kongregation (chronologisch)
- Rosario Díaz de la Guerra
- María Jesús Fernández Estalayo
- Angelines de Frutos Benito

### Mitgliedklöster (Auswahl)
- Zisterzienserinnenkloster Calatravas, in Burgos
- Zisterzienserinnenkloster Calatravas, in Moralzarzal
- Zisterzienserinnenkloster El Císter, in Córdoba (1621 bis 2017)
- Zisterzienserinnenkloster El Divino Salvador, in Ferreira
- Zisterzienserinnenkloster El Salvador, in Benavente
- Zisterzienserinnenkloster Fons Salutis, in Algemesí (von 1927 bis 1999)
- Zisterzienserinnenkloster Gradefes, in Gradefes
- Zisterzienserinnenkloster La Encarnación, in Córdoba
- Zisterzienserinnenkloster La Encarnación, in Talavera de la Reina
- Zisterzienserinnenkloster La Purísima Concepción, in Villarrobledo
- Zisterzienserinnenkloster Las Bernardas, in Alcalá de Henares (1613 bis 2000)
- Zisterzienserinnenkloster Las Huelgas, in Burgos
- Zisterzienserinnenkloster San Bernardo, in Burgos
- Zisterzienserinnenkloster San Bernardo, in Granada
- Zisterzienserinnenkloster San Clemente, in Sevilla
- Zisterzienserinnenkloster San Clemente, in Toledo
- Zisterzienserinnenkloster San Ildefonso, in Teror/Gran Canaria
- Zisterzienserinnenkloster San Joaquín y Santa Ana, in Valladolid
- Zisterzienserinnenkloster San José, in Liérganes
- Zisterzienserinnenkloster San Miguel de las Dueñas, in Congosto
- Zisterzienserinnenkloster Santa María de Jesús, in Salamanca
- Zisterzienserinnenkloster Santa María de San Salvador, in Cañas
- Zisterzienserinnenkloster Santísima Trinidad, in Breña Alta/La Palma
- Zisterzienserinnenkloster Vileña (1222 bis 2008, ab 1974 in Villarcayo)
- Zisterzienserinnenkloster Villamayor de los Montes, in Talavera de la Reina